# حمد بن جبر بن جاسم آل ثاني
هو حمد بن جبر بن جاسم بن جبر بن محمد بن ثاني بن محمد بن ثامر بن علي بن سيف بن محمد بن راشد بن علي بن سلطان بن بريد بن سعد بن سالم بن عمرو بن معضاد بن ريس بن زاخر بن محمد بن علوي بن وهيب بن قاسم بن موسى بن مسعود بن عقبة بن سنيع بن نهشل بن شداد بن زهير بن شهاب بن ربيعة بن أبي سود بن مالك بن حنظلة بن مالك بن زيد مناة بن تميم بن مر بن أد بن طابخة بن إلياس بن مضر بن نزار بن معد بن عدنان خليل الرحمن ـ عليهما الصلاة والسلام ـ
أبناءه جبر )الاكبر( وفهد )الاوسط( وجاسم ) الاصغر.
كان يشغل سعادة الشيخ حمد بن جبر بن جاسم آل ثاني منصب المدير العام للأمانة العامة للتخطيط التنموي ورئيساً لجهاز الإحصاء منذ عام 2007 في دولة قطر.
وبالإضافة إلى مهامه الإدارية، فإنه يولي اهتماما مهنياً بالغا بمشاريع الأمانة العامة للتخطيط التنموي، وقد سبق له أن تولى قيادة وإدارة العديد من المشاريع القومية كمشروع اقتصاد المعرفة ومشاريع المؤسسات الصغيرة والمتوسطة.
يشغل سعادة الشيخ حمد بن جبر حاليا عضوية مجالس إدارات العديد من المؤسسات، كمجلس إدارة شركة قطر للكيماويات (كيوكيم) وشركة الكهرباء والماء القطرية وبنك قطر الوطني ، وهو عضو مجلس أمناء جامعة قطر، والمعهد العربي للتخطيط، ورئيس اللجنة الدائمة للسكان ونائب رئيس مجلس إدارة معهد اليونسكو للإحصاء، وعضو المجلس الاستشاري لمركز قطر للمال، ونائب رئيس لجنة مكافحة الايدز، وعضو مجلس إدارة المعهد الدولي للإحصاء ورئيس لجنة الخوارزمي التابعة للمعهد، وعضو المجلس الاستشاري لكلية الإدارة والاقتصاد في جامعة قطر، وكان عضواً في مجلس إدارة مؤسسة حمد الطبية والمجلس الأعلى للاتصالات وتكنولوجيا المعلومات بالاضافة الي ادارة شركاته الخاصة.
وقد سبق له أن شغل منصب الأمين العام لمجلس التخطيط لمدة أربعة أعوام، وهي الجهة التي كانت تنهض بمسؤولية تخطيط السياسات الاجتماعية والاقتصادية لدولة قطر، وأشرف حينذاك على المشروع الوطني لتطوير إدارة الخدمات العامة، وكان له دور رئيسي في إعداد وصياغة رؤية قطر الوطنية 2030 ، وإستراتيجية التنمية الوطنية 2011- 2016 ، كما اشرف على تأسيس جهاز الإحصاء لدولة قطر سنة 2007 ، وإعداد الإستراتيجية الوطنية لتطوير الإحصاء، كذلك أشرف على إعداد السياسة السكانية الوطنية، وتأسيس مشروع قطر لتبادل المعلومات (قلم)، وأشرف على تنفيذ التعداد العام للسكان والمساكن والمنشآت لعام 2010
كما سبق له أن عمل لمدة خمسة عشر عاما في قطر للبترول حيث تنقل في العديد من المناصب الإدارية وكان آخر منصب شغله هو مديرالشؤون الإدارية، حيث استطاع أن يرسخ سياسات وتقاليد مؤسسية تعطي أهمية قصوى لتطوير العاملين وتدريبهم، كما أنه وضع قواعد الخطة الإستراتيجية لتقطير الوظائف في قطاع الطاقة والصناعة.
والجدير بالذكر أن سعادة الشيخ حمد بن جبر حاصل على درجة البكالوريوس في إدارة الأعمال من كلية (متروبوليتان ستيت كوليج) دنفر، كلورادو في الولايات المتحدة الأمريكية

## صفحات خارجية
- نسخة محفوظة 18 سبتمبر 2009 على موقع واي باك مشين.